# Phragmatobia boursini
Phragmatobia boursini là một loài bướm đêm thuộc phân họ Arctiinae, họ Erebidae.